# Unterseeboot 599
L'Unterseeboot 599 ou U-599 est un sous-marin allemand (U-Boot) de type VIIC utilisé par la Kriegsmarine pendant la Seconde Guerre mondiale.
Le sous-marin fut commandé le 22 mai 1940 à Hambourg (Blohm & Voss), sa quille fut posée le 27 janvier 1941, il fut lancé le 15 octobre 1941 et mis en service le 4 décembre 1941, sous le commandement du Kapitänleutnant Wolfgang Breithaupt.
L'U-599 n'a ni coulé ni endommagé de navire au cours de l'unique patrouille (59 jours en mer) qu'il effectua. 
Il fut coulé au nord-ouest des Açores par un avion britannique, en octobre 1942.

## Conception
Unterseeboot type VII, l'U-599 avait un déplacement de 769 tonnes en surface et 871 tonnes en plongée. Il avait une longueur totale de 67,10 m, un maître-bau de 6,20 m, une hauteur de 9,60 m et un tirant d'eau de 4,74 m. Le sous-marin était propulsé par deux hélices de 1,23 m, deux moteurs diesel Germaniawerft M6V 40/46 de 6 cylindres en ligne de 1 400 cv à 470 tr/min, produisant un total de 2 060 à 2 350 kW en surface et de deux moteurs électriques BBC GG UB 720/8 de 375 cv à 295 tr/min, produisant un total 550 kW, en plongée. Le sous-marin avait une vitesse en surface de 17,7 nœuds (32,8 km/h) et une vitesse de 7,6 nœuds (14,1 km/h) en plongée. Immergé, il avait un rayon d'action de 80 milles marins (150 km) à 4 nœuds (7,4 km/h; 4,6 milles par heure) et pouvait atteindre une profondeur de 230 m. En surface son rayon d'action était de 8 500 milles nautiques (soit 15 700 km) à 10 nœuds (19 km/h). 
L'U-599 était équipé de cinq tubes lance-torpilles de 53,3 cm (quatre montés à l'avant et un à l'arrière) qui contenait quatorze torpilles. Il était équipé d'un canon de 8,8 cm SK C/35 (220 coups) et d'un canon antiaérien de 20 mm Flak. Il pouvait transporter 26 mines TMA ou 39 mines TMB. Son équipage comprenait 4 officiers et 40 à 56 sous-mariniers.

## Historique
Il suit sa période de formation de base dans la 8. Unterseebootsflottille jusqu'au 30 août 1942, puis il rejoint une unité de combat dans la 1. Unterseebootsflottille.
L'U-599 quitta Kiel le 27 août 1942 pour se diriger dans l'Atlantique Nord. Il navigua entre l'Islande et les Îles Féroé (zone GIUK), puis au sud-est du Groenland jusqu'à l'est du Labrador.
Il fut coulé le 24 octobre 1942 au nord-ouest des Açores à la position 46° 07′ N, 17° 40′ O, par des charges de profondeur lancées d'un B-24 Liberator britannique du No. 224 Squadron RAF (en).
Les 44 membres d'équipage meurent dans cette attaque.

## Affectations
- 8. Unterseebootsflottille du 4 décembre 1941 au 30 août 1942 (Période de formation).
- 1. Unterseebootsflottille du 1er septembre 1942 au 24 octobre 1942 (Unité combattante).

## Commandement
- Kapitänleutnant Wolfgang Breithaupt du 4 décembre 1941 au 24 octobre 1942.

## Patrouilles
|       | Commandant                 | Départ       | Départ | Arrivée         | Arrivée | Jours    | Succès |
| ----- | -------------------------- | ------------ | ------ | --------------- | ------- | -------- | ------ |
| 1     | Kptlt. Wolfgang Breithaupt | 27 août 1942 | Kiel   | 24 octobre 1942 | Coulé   | 59 jours |        |
| Total | Total                      | Total        | Total  | Total           | Total   | 59 jours | 0 t    |

Note : Kptlt. = Kapitänleutnant

### Opérations Wolfpack
L'U-598 opéra avec les Rudeltaktik (meute de loups) durant sa carrière opérationnelle.
- Lohs (13-22 septembre 1942)
- Blitz (22-26 septembre 1942)
- Tiger (26-30 septembre 1942)
- Wotan (5-19 octobre 1942)